# Borgoña (bebida)
El borgoña es un cóctel chileno tradicional, hecho con vino tinto, frutillas picadas y azúcar. Su consumo se asocia a las Fiestas Patrias locales en septiembre y a las estaciones de primavera y verano.
En 2011, una nutricionista chilena calculó la cantidad de calorías aportadas por distintas bebidas alcohólicas tradicionales chilenas y determinó que el borgoña —250 k/cal por vaso— es el quinto más calórico, siendo superado por el pihuelo (preparado con harina tostada y aguardiente), el pajarete, la chupilca y el Cola de Mono.

## Orígenes

### Pueblo mapuche

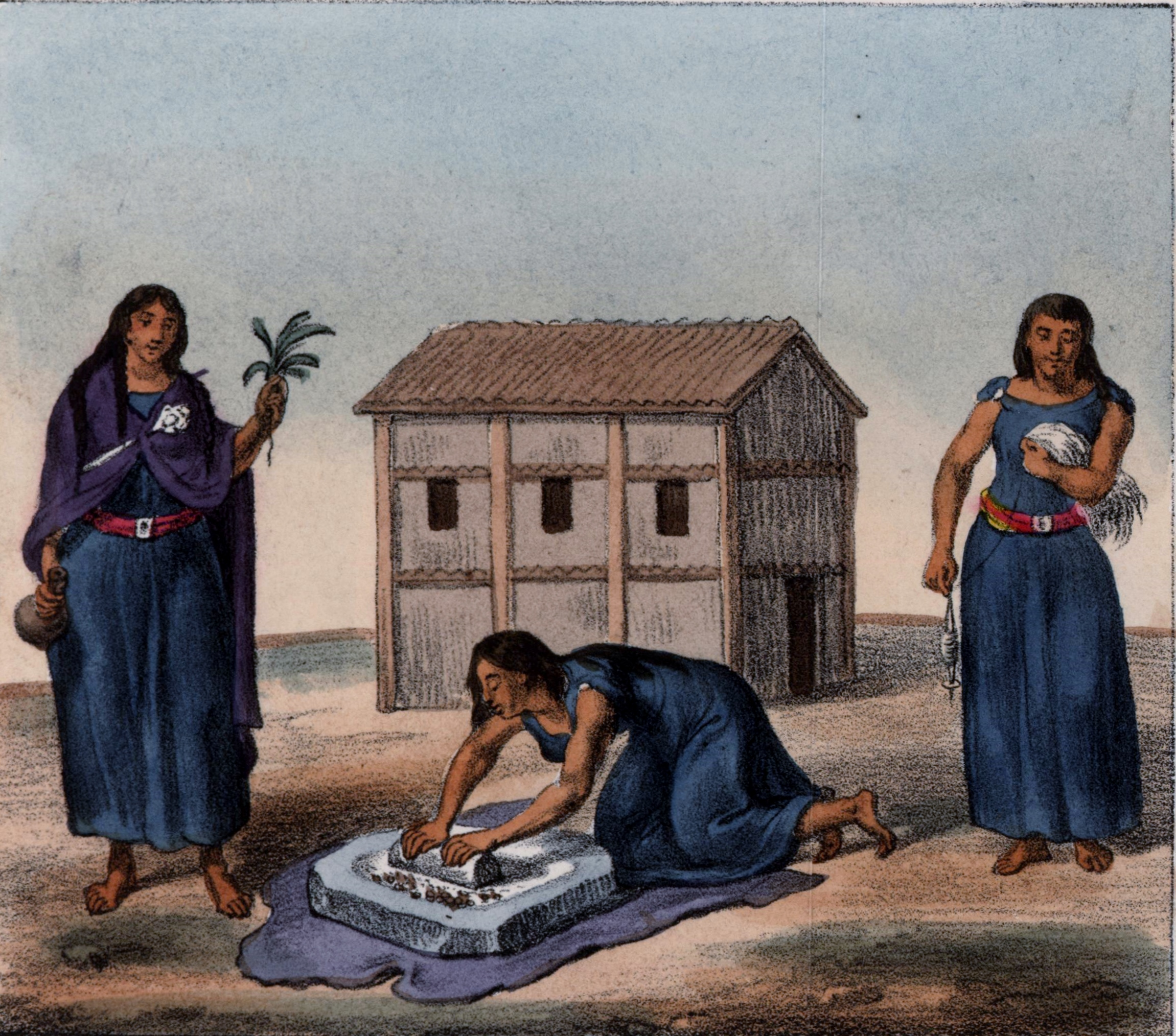
Mujeres mapuches por Peter Schmidtmeyer

El uso de Fragaria chiloensis o frutillas chilena para preparar bebidas fermentadas tiene sus orígenes en el pueblo mapuche, así lo demuestran los antecedentes dejados por los primeros cronistas como Jerónimo de Vivar quien acompañaba a Pedro de Valdivia en la conquista de Chile:

De la frutilla que dije en la ciudad de Santiago aparrada por el suelo hay muy gran cantidad, de la cual hacen un brebaje los indios para beber. Es gustoso y pasada imita a higos
Jerónimo de Vivar, 1558

En el siglo XVII, nuevamente se hace referencia a la relación de la Fragaria chilensis y las bebidas alcohólicas entre los mapuches, así lo indica el religioso español Diego de Ocaña:

Nacese por estos campos mucha frutilla, que es como madroños, un poco más larga en prados, en unas matas pequeñas y a raíz del suelo. Tiene otras chacras de esta frutilla que cultivan, de la cual hacen mucha pasa y chicha para beber, con lo cual se sustentan
Fray Diego de Ocaña, 1605

Una de las citas más interesantes la entrega el capitán español Francisco Núñez de Pineda y Bascuñán en su obra “Cautiverio Feliz”:

Después de haberme puesto por delante un cántaro de chicha, me trajeron un plato de buen porte de frutillas frescas, y sin exageración había algunas que de dos bocados no les podíamos dar fin, porque de la suerte que entre nosotros se benefician las viñas, de la propia y aun con más cuidado labran ellos sus frutillares, de que hacen mucha cantidad de pasa para sus bebidas.
 Francisco Núñez de Pineda y Bascuñán, 1629

A mediados del siglo XVIII, el chileno Vicente Carvallo y Goyeneche en su obra “Descripción histórico jeografica del Reino de Chile”, publicada solo en 1876, describe brevemente el uso de la Fragaria chiloensis y su procesamiento y preparación como bebida fermentada por los mapuches.

La freza chilena, que los indios llaman Quellghen, i los españoles frutilla, abunda en todos los campos de Chile, i excede a la de España en tamaño i calidad; las hai blancas, amarillas i encarnadas, i todas mui dulces i de vivísimo olor. Los indios secan muchas, i en el invierno o primavera las ponen en infusión de agua hasta que fermentan, i resulta una sidra fragante i de buen beber.
 Vicente Carvallo y Goyeneche, mediados siglo XVIII

Por su parte, la incorporación de frutillas a las bebidas alcohólicas continuaba siendo una tradición por parte de los mapuches durante el siglo XX, tal como lo indican los relatos de Pascual Coña, quien hace mención a que la producción de la chicha de manzana producida por los mapuches podía llevar, entre otros, frutos de maqui, huingán o de frutilla.
El uso de frutillas en bebidas alcohólicas y en particular en el vino probablemente nace en las regiones de la frontera, donde ya existían viñedos plantados en el siglo XVII. Pero la Compañía de Jesús tuvo un rol importante en la expansión de viñedos en la zona.

### Incorporación del vocablo Borgoña

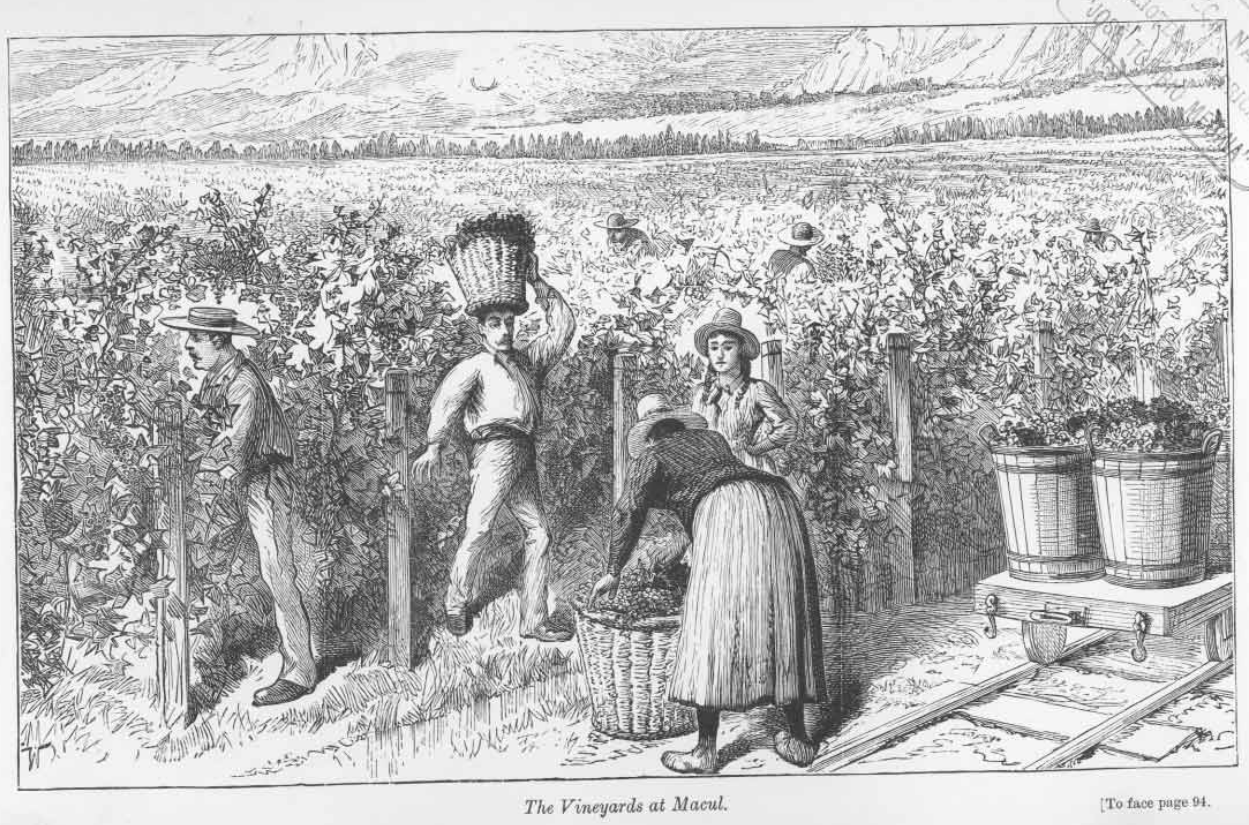
Viña Cousiño en Macul, 1890

A mediados del siglo XIX fueron los propios tecnócratas europeos que instalaron como tendencia la sobrevaloración de las cepas francesas y además la de vinos de imitación que emulaban vinos franceses como “tipo Burdeos”, “tipo Borgoña”, “Champagne”, entre otros. Adicionalmente, esta tendencia se vio acompañada a la instalación del desprecio hacia las variedades de uvas criollas que se cultivaban en la época, tales como la uva país, moscatel de Alejandría, moscatel amarillo (Torrontés), moscatel de Austria. Muy pronto el vocablo Borgoña comienza a ser incorporado en forma generalizada por enólogos, agricultores y propietarios de viñas.
Tal es el caso que el naturalista francés Claudio Gay en 1841, en una visita al viñedo Mariscal de Manuel Antonio Tocornal, ya daba cuenta de la existencia de diversas variedades de plantas de origen francés, que llegaban a más de cien mil plantas:

El cavernet sauvignon colorado y blanco de Burdeos, el Malbec negro, el pinot colorado y blanco de Borgoña y el pinot rosado-blanquisto, variedad... cuyo vino es excelente, el gamet, el Chasselas de Fontainbleau para la mesa y el chasselas colorado que es de mejor conservación
Claudio Gay, 1841

En ese mismo Claudio Gay da cuenta que en la ciudad de Valparaíso la existencia de estas imitaciones de vinos extranjeros por parte de algunos comerciantes quienes agregaban otros productos para asemejar el sabor de los originales.

En la misma ciudad de Valparaíso hay personas que imitan vinos extranjeros por medio de mezclas de varias especies del país y con adicion de alcohol, azúcar y de otras sustancias como nueces, cáscaras de almendras, lirio de Florencia, etc. De este modo fabrican vinos de Oporto, de Málaga, de Madera, etc. Que se venden con gran facilidad.
Claudio Gay, 1841

A mediados del siglo XIX, los vinos eran anunciados indistintamente en conformidad a las cepas o a su tipo. Tales como burdeos, borgoña, sauternes, rhin, jerez y champagne. Al comienzo, el consumidor era advertido que se trataba de un vino “tipo burdeos”, “tipo jerez” o tipo borgoña, sin embargo, con el tiempo, pasa anunciarse directamente como “burdeos”, “jerez” o borgoña. En esta época el vocablo Borgoña se hace popular para denotar tipos o variedades de vinos afrancesados. 
Para el año 1857, la Estadística Comercial de ese año, da cuenta de la producción de vinos blancos y tintos. Entre los primeros incluyen la “Champaña”, “Jerez”, vino moscatel, pajarete, “Fontiñan”, vino Borgoña, “vino Sauterne”, “vino Barsac” y otros, mientras que los vinos tintos incluyen “Oporto”, “Málaga”, “Burdeos-Carlón”, San Julián, Priorato, Medoc, San Vicente y otros.
En 1890, la incorporación de cepas francesas, entre ellas el Pinot de Borgoña y las técnicas de cultivo y producción tienden a imitar las existentes en Francia.

Las cepas son todas de origen francés. Las principales son el cabernet sauvignon, de importancia en las históricas viñas de Medoc, el pinot de Borgoña, el merlan, el malbec, el verdau, y el semillón blanc. Las viñas crecen con espalderas, de acuerdo con el método preferido hoy en algunos de los departamentos más adelantados de Francia con el apoyo de tres hebras de alambre estiradas entre postes de hierro, lo que elimina la necesidad de estacas. Las melgas están a una distancia de unos cuatro pies seis pulgadas [1,37 mts.] y la misma separación se deja entre todas las plantas. El sistema de cultivo es, en general, el que ahora se emplea en la región de Burdeos. Sin embargo, por las particularidades del clima de Chile ha sido preciso instalar riego artificial. A lo largo de las melgas se cavan acequias comunicadas con tranques, desde los cuales se deja salir el agua en ciertas épocas, en especial cuando la uva comienza a formarse. Las vides producen al tercer año y se les deja dos brotes a cada lado del tronco
 William H. Russell, 1890

En 1897 se publica la segunda edición del Tratado de Viticultura y Vinificación, En el cual se establecen las proporciones para coupages, dando detalle de Borgoña tinto de primera, segunda y tercera clase y Borgoña blanco de primera y segunda clase. De esta manera el concepto de vino Borgoña ya se encontraba incorporado en la documentación, técnica, estadística y comercial en Chile desde mediados del siglo XIX. 
De nacimiento inexacto, se especula que su origen estaría ligado al del clery[cita requerida], trago de idéntica preparación pero con vino blanco, creado en Talca[cita requerida], ciudad chilena localizada en la Región del Maule.

Originario de Talca y sus buenas parras de uvas blancas, con las que se producía un vino joven y dulcecito al que se le agregaban frutillas olorosas traídas del otro lado del río Claro.
TrekkingChile